# Боулинг Грин (Мериленд)
Боулинг Грин (енгл. Bowling Green) насељено је место без административног статуса у америчкој савезној држави Мериленд.

## Демографија
По попису из 2010. године број становника је 1.077.
| Група             | 2000.    | 2010.         |
| Белци             | 0 (0,0%) | 1.013 (94,1%) |
| Афроамериканци    | 0 (0,0%) | 22 (2,0%)     |
| Азијати           | 0 (0,0%) | 3 (0,3%)      |
| Хиспаноамериканци | 0 (0,0%) | 9 (0,8%)      |
| Укупно            | 0        | 1.077         |